# Центральна Білоруська Військова Рада
Центральна Білоруська Військова Рада (ЦБВР) (біл. Цэнтральная беларуская вайсковая рада; Centralnaja biełaruskaja vajskovaja rada) — організація, яка у 1917—1918 рр. займалася формуванням білоруського війська та координувала працю білоруських військових рад.
Була створена на з'їзді білорусів-військовиків Західного фронту, 12-ї армії Північного фронту та Балтійського флоту у Мінську (13-19 листопада 1917 р.), де був обрани Тимчасовий виконавчий комітет ЦБВР на чолі з Симоном Рак-Михайловським. Після з'їздів білорусів-військовиків Північного, Румунського та Південно-Західного фронтів (листопад 1917 — лютий 1918 р.) їх представникі поповнили склад Виконавчої ради. Друкований орган — газета «Белорусская рада».
Зусиллями ЦБВР у листопаді 1917 р. були створені білоруський полк у Мінську та кінний ескадрон під Оршою. ЦБВР отримала від Верховного головнокомандувача М.Криленка дозвіл на створення білоруської національної Червоної гвардії, проте через протидію Облвиконкомзаху не змогли здійснити цього плану. Члени ЦБВР брали участь в організації та проведенні Загальнобілоруського конгресу у 1917 р. та створенні Білоруської Народної Республіки.